# Ōta, Tokyo

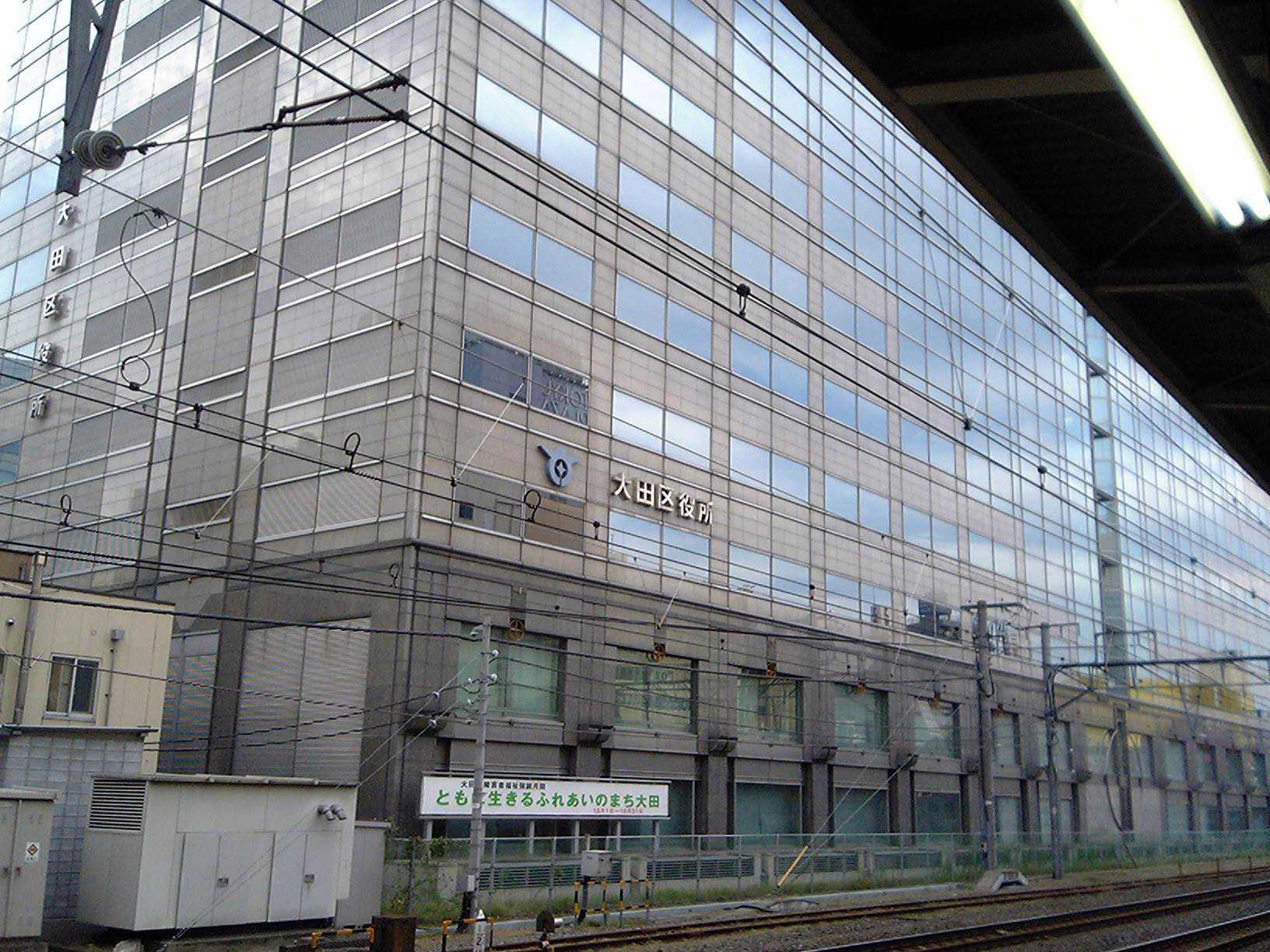
Ōta stadsdelskontor

Ōta (japanska: 大田区?, Ōta-ku) är en stadsdelskommun i Tokyo. Här ligger Tokyos näst största flygplats, Haneda.